# Concili de Girona (517)
El concili de Girona de l'any 517 va ser un concili provincial dels bisbes de la província Tarraconense, en aquells temps sota domini del visigots del Regne de Tolosa.

## Context politicoreligiós
A inicis del segle vi, el Regne visigot de Tolosa es trobava sota l'esfera d'influència del Regne ostrogot de Teodoric. Lluny de crear la devastació atribuïda a les invasions bàrbares, Teodosi aspirava a reactivar els romanents de l'administració romana, i a estendre el seu domini més enllà de la península Itàlica. Part d'aquesta reorganització estava vinculada a l'Església i la religió cristiana, que les diferents tribus de gots van adoptar progressivament. La tolerància vers el cristianisme era, doncs, alta, per part dels nous governants, i aquesta seguia el mateix procés de reorganització de la seva estructura.
A tal efecte, per enfortir lligams amb Hispània, el papa Símac nomena Cesari d'Arles vicari de la seu apostòlica a la Gàl·lia i la Hispània. I és sota l'auspici del nou vicari i amb aquesta nova connexió amb Roma que tenen lloc el concili de Tarragona de 516 i aquest concili.

## Organització i assistents
El concili va ser convocat pel 7 de juny o el 8 de juny, segons les fonts, i va ser presidit pel bisbe metropolità de Tarragona, Joan. Organitzat pel bisbe Frontinià i copresidit amb el metropolità de Tarragona, hi ha divergència sobre els bisbes assistents. Segons l'Enciclopèdia Catalana hi foren presents: Pau d'Empúries, Agrici de Barcelona, Nebridi d'Egara, Lleida i Osca. Ronchi, en canvi, menciona que els bisbats presents eren els esmentats d'Empúries, Barcelona i Ègara, però també Ausona (amb Cinidi com a representant), Bigerra (representat per Nebridi) i Iliberis de la Gàl·lia Narbonesa. I en darrer terme, d'Abadal afirma que els bisbats assistents eren Tarragona, Girona, Barcelona, Empúries, Ausona, Ègara, Lleida, Tortosa i el bisbat metropolità de Cartagena (punt plausible aquest darrer, puix Cartagena estava aleshores més sota la influència de la Tarraconense que no de la Bètica).

## Objectius del concili
La finalitat del concili radicava a extirpar de la diòcesi l'heretgia de Vigilanci, que havia pervertit l'ordre de celebrar i cantar missa. Tot i que aquesta heretgia tenia ja dos segles d'antiguitat, encara perdurava en províncies. Però la veritable raó (oculta) del concili era fulminar Estèfan com a regent visigot (que controlava el país en nom de Teodoric, mentre Amalaric era menor d'edat). Les queixes velades estaven en l'excessiva pressió fiscal que Teodoric reclamava del Regne de Tolosa. A tal efecte, els bisbes presents van absoldre els fidels de les seves parròquies del jurament de fidelitat que els unia al regent.

## Discussions i decisions adoptades
Durant el concili, es van tractar temes com ara:
- la forma de vida dels clergues: "VIII. Que no s'admetin al clero els seglars que es casin amb una vídua o amb una divorciada. Si cap seglar, a més de la seva dona, hagués mantingut relacions amb qualsevol altra dona, no serà admès de cap manera, en el clero";
- les funcions dels bisbes, tant en terrenys jurídics com d'administració civil. Aquestes funcions s'havien estipulat al concili de Toledo de l'any 589. En el document De Fisco Barcinonensi, es menciona que els bisbes de Tarragona, Ègara, Girona i Empúries tenien la potestat d'aprovar els impostos que havien establert l'estat visigot per al seu districte fiscal, i vetllarien per la correcta conducta dels recaptadors;
- homogeneïtzació de l'ofici religiós, el missal i els cants que hi tenien lloc, els quals s'executaven a la metròpoli tarragonina.[6] Aquesta homogeneïtzació incloïa les lletanies majors posteriors a la festa de la Pasqua i les menors per a les calendes de novembre. Aquestes lletanies són les que posteriorment el papa Gregori establiria per a Roma;[2]
- establiment de l'oració del Pare Nostre en la finalització de matines i verpres.[2]